# Emerge (album)
Emerge è il primo album in studio del gruppo statunitense dei The Morlocks, pubblicato nel 1985 dalla Midnight Records.

## Formazione
- Leighton Koizumi - voce
- Ted Friedman - chitarra, cori
- Tom Clarke - chitarra
- Jeff Lucas - basso, cori
- Mark Mullen - batteria

## Tracce
1. By My Side (Cover dei The Elois) (Alan Rowe, Bill Van Berkel, Dennis Fiorini, Greg Heenan)
2. In The Cellar (Jeff Lucas, Leighton Koizum)
3. 24 Hours Every Day (Cover dei The Headstones) (Dave Williams)
4. Judgement Day (Cover dei The Esquires) (Horne, Snellings)
5. Born Loser (Cover dei Murphy and the Mob) (T. Murphy, D. Murphy, S. Brewerton)
6. Project Blue (The Banshee)
7. It Don't Take Much (Jeff Lucas, Leighton Koizum)
8. One-Way Ticket (Jeff Lucas, Leighton Koizum)